# Djuptjärnen (Stensele socken, Lappland, 723980-153504)
Djuptjärnen är en sjö i Storumans kommun i Lappland och ingår i Umeälvens huvudavrinningsområde.